# Ouled Slama
Ouled Slama (en arabe :  أولاد سلامة, en tamazight de l'Atlas blidéen : Wled Slama, tifinagh : ⵡⵍⴻⴷ ⵙⵍⴰⵎⴰ), est une commune de la wilaya de Blida en Algérie. La partie montagneuse ou atlassienne de la commune abrite une partie du pays historique de la confédération amazighe des Aït Moussa (composée de huit tribus et anciennement rattachée au douar Sidi Hammouda) à savoir les territoires tribaux suivants :
- Aït Attia (fractions Aït Arif, Bou Zaabel et El Ançeur quant à la fraction des Aït Aïssi elle est englobée dans la commune de Larbaa) ;
- Aït M'hammed (fractions Djamaa Qarmoud et Iboudghaghen quant à la fraction des Aït Daoud elle est englobée dans la commune de Bougara) ;
- Aït Guechnit (fractions d'Assameur, Tissemlal, Tala Aïssa, Zouahra, etc.) ;
- Aït Serghine (fractions de Rmili, etc. quant à la fraction des Aït Kaz elle est englobée dans la commune de Larbaa).

## Géographie

### Localisation
La commune d'Ouled Slama est située à l'est de la wilaya de Blida. Son chef-lieu est situé à environ 35 km au sud d'Alger, à environ 27 km à l'est de Blida et à environ 53 km au nord-est de Médéa
|         | Sidi Moussa (wilaya d'Alger) |                 |
| Bougara | Ouled Slama                  | Larbaa, Souhane |
|         | Aissaouia (wilaya de Médéa)  |                 |

### Relief et hydrologie
La commune est située au pied de l'Atlas blidéen, dans les extrémités sud de la plaine de la Mitidja.
La grande partie de son territoire est constitué de plaines vouée à des activités agricoles, Le bassin versant du piémont accueille une retenue collinaire (qui était autrefois un barrage abandonné) non exploité. 
L'oued Djemaa est le seul cours d'eau qui arrose la région; l'oued Sidi Hammouda a été en partie desséché et servit de terrains d'assiettes pour des projets de construction; ce qui expose toute la zone urbanisée a des risques d'inondations. 
L'eau potable et celle servant à l'irrigation des terres agricoles provient essentiellement des forages; ce qui a provoqué l'épuisement de la nappe phréatique. Du coup, tous les anciens puits sont taris. Au rythme actuel de l'urbanisation de la commune, l'avenir des terres agricoles est compromis aggravé par les opérations de morcellement des terres dues aux successions des propriétés .

### Localités de la commune
La commune est composée de deux parties : Ouled Slama Fouaga (partie haute) et Ouled Slama Tahta (partie basse). Les deux parties sont séparées par la route de willaya BOUGARA-LARBAA dans le sens est.ouest.

Lors du découpage administratif de 1984, la commune d'Ouled Slama est constituée à partir des localités suivantes :
- Ouled Slama Soufla
- Ouled Slama El Oulia
- Remili
- Merrakchi
- Sidi Hammouda
- El Kmine
- Semat
- Tala Aïssa
- Zouahra
- Assameur (Ouest)
- Tissemlal
- Ouled El Euch
- El Merdja
- El Anceur
- Béni Arif
- Djamaa El Karmoud
- Bouzabel